# Samaguting
Samaguting és un poble de Nagaland, antiga posició de frontera i primera capital del districte de Naga Hills. Estava situada a la riba d'un afluent del Dhaneswari a uns 100 km al sud de la ciutat de Golaghat. Fou ocupada pel tinent Gregory el 1866 i escollida com estació britànica el 1867, ja que estava a pocs quilòmetres de Dimapur (Assam) però abandonada el 1878 en favor de Kohima (uns 35 km al sud-est) en el territori dels naga angamis, ja que aquesta estava millor situada, i tenia millor subministrament d'aigua entre altres coses que la feien superior. A la regió viu la tribu naga dels kaches.